# عبید رجب
عبید رجب در ۱۵ می‌سال ۱۹۳۲ م. (۱۳۱۱ ش) در روستای نیگنات در ناحیه پنجکنت از استان سغد به دنیا آمد. او یکی از برترین شاعران کودک و نوجوان تاجیکستان است که مجموعه‌هایی شامل شعر، داستان، قصه و چیستان منظوم دارد. در ۱۹۵۴ رشتهٔ زبان و ادبیات فارسی تاجیکی را در در دانشگاه تربیت معلم دوشنبه به پایان رساند و سپس در چندین روزنامه کار کرد و مدتی سردبیر مجلهٔ صدای شرق بوده و سرانجام معاون‏ «مجمع اتفاق نویسندگان» (اتحادیه نویسندگان) گردید. وی از بنیانگذاران و اعضای برجسته و فعال اتحادیه نویسندگان تاجیکستان بود و پیشتر مسوولیت سردبیری مجله فرهنگی، ادبی صدای شرق را بر عهده داشت.

## اشعار وی
عبید رجب با سرودن شعری تحت عنوان تا هست عالمی، تا هست آدمی جامعه را تکان داد در این شعر شاعر تاجیک با تمام آواز به گوش آنهایی که می‌خواستند زبان فارسی را خار و ذلیل کنند رساند که دست از مقابله با رشد زبان شکّرین فارسی بکشند، زیرا این زبان بزرگترین گویندگان ادب جهان است و زبانی است که ابرمردانی چون رودکی و سعدی و حافظ … با آن معنی یافته‌اند و تا جهان باقیست، نور این زبان از سینه‌ها و قلب‌ها فوران خواهد زد. خوشبختانه، این شعر در میان محافل فارسی‌زبان استقبال بی‌سابقه یافت و حتی مقامات بلندپایه ایران در سفرهایشان به تاجیکستان این شعر را از حفظ خواندند. شعر مذکور در کتاب درسی ادبیات فارسی، سال اوّل دبیرستان‌های ایران نیز راه یافت و خوانندگان مدارس ایران با این شعر و گوینده آن آشنا شدند.

## جایزه‌ها و تقدیرها
از مهمترین جوایزی که عبید رجب کسب نموده‌است می‌توان به جایزه بین‌المللی «هانس کریستین اندرسن» در بخش ادبیات کودکان و نیز جایزه ویژه «ابو عبدالله رودکی» دولت تاجیکستان اشاره نمود.

## آثار
آرزوهای شیرین، صد و یک برک، خوشه گندم، توشه ای از هر گوشه ای، زمین، شب چراغ، و بی راهه از جمله آثار معروف عبید رجب در زمینه شعر و ادب کودکان است. بیشتر آثار و تالیفات این شاعر نامی تاجیک به زبانهای روسی، چکی، صربی و بلغاری ترجمه و منتشر شده‌است.

## درگذشت
«عبید رجب» شاعر و نویسنده صاحب نام تاجیک روز پنجشنبه در سن ۷۲ سالگی و در پی یک بیماری طولانی در گذشت.